# نویتگدیکت
نویتگدیکت (به هلندی: Nooitgedacht) یک منطقهٔ مسکونی در هلند است که در آ ان هونزه واقع شده‌است. نویتگدیکت ۳۱۲ نفر جمعیت دارد.